# Rafael Yacuzzi
Rafael Yacuzzi (Las Mercedes, distrito de Villa Ocampo, provincia de Santa Fe, 5 de mayo de 1934; Buenos Aires, 23 de noviembre de 2001) fue un activo participante de las luchas sociales y políticas en Argentina a fines de los años sesenta, impulsor de las Ligas Agrarias, integrante del movimiento de los curas tercermundistas y militante de Montoneros

## Breve reseña
Luego de ser ordenado sacerdote permaneció varios años en su lugar de nacimiento, la localidad de Villa Ocampo.  Pertenecía a una familia campesina y por ello estaba muy identificado con la vida de los trabajadores rurales y los pequeños productores. Rafael Yacuzzi identifica en su testimonio, la relación estrecha entre la transformación de la Iglesia y el compromiso social.

### Luchas
En una entrevista concedida a la Revista Los 70 (Las ligas agrarias, Año 1, N°9), decía: "Como sacerdote no podía permanecer indiferente al dolor social. Fue una opción que me trajo el rechazo de los más poderosos. Así como en su momento, había sentido el llamado de Cristo, después sentí el llamado de la gente. Para esa época se acentuaba la presencia de la corriente tercermundista y yo no veía contradicciones entre la militancia y el ejercicio del sacerdocio. No por eso dejaba de celebrar la misa, de confesar o de bautizar."
Rafael, junto a la monja Guillermina Hagen y el ex seminarista Orlando Montero, entre otros, fueron personas de gran importancia en los cambios producidos en el norte santafesino.

### Ocampazo
El “Ocampazo” fue una importante revuelta social sucedida en el año 1969 en la ciudad de Villa Ocampo, Santa Fe. Se trató de una huelga obrera que derivó en una pueblada en defensa de la histórica y principal fuente de trabajo de la ciudad, el Ingenio Arno. Este, afectado por las medidas económicas de la dictadura, anunciaba su cierre definitivo. Es considerado como el primero de todos los movimientos insurreccionales del año 1969 en contra de Onganía.  En abril, surgió la idea de iniciar hacer una marcha a pie hasta Santa Fe, por la Ruta 11 para instalar una olla popular frente a la gobernación. Uno de los bastiones de la organización fue el cura Rafael Yacuzzi. La idea recibió el apoyo de Raimundo Ongaro, líder de la CGT de los Argentinos quien encabezaría la movilización junto con el sacerdote.
El viernes 11 de abril, las campanas de la iglesia comenzaron a sonar convocando al pueblo. Las puertas de los hogares se abrieron, los maestros y alumnos dejaron las aulas y el pueblo entero colmó las calles de Villa Ocampo. A las siete de la mañana, los chamamé de una radio correntina eran amplificados por los parlantes animando a la gente. Luego de entonar el Himno Nacional y portando al bandera argentina llegaban los obreros azucareros al grito de “¡Muera la dictadura!”. Encabezados por el cura Yacuzzi empujaban contra el cerco de los agentes, quienes se retiraban. La “Marcha del Hambre” como fue bautizada, avanzaba. El gobernador santafesino de facto, Contralmirante Eladio Vázquez, ordenó la renuncia del comandante Palacios, intendente de la ciudad y en su lugar asumió Alcibíades Sambrana, quien también tuvo que renunciar por pedido del pueblo, pero se comprometió a apoyar la lucha.
Con ollas, carpas, abrigos y medicamentos, el pueblo recorrió las calles de la Villa Ocampo hasta la ruta 11. En el camino se sumaron unos cuantos tractores que pasaron a apoyar la cabecera. “Patria sí, colonia no”, gritaban los manifestantes. En la ruta esperaban los represores con palos, granadas, lanzagases y fals. Cuando los primeros hombres pisaron la ruta comenzaron a llover estelas de gases. Luego llegaron los sablazos, bastonazos y finalmente tiros de armas de fuego. La dictadura reprimía con plomo. De inmediato, el pueblo respondió con piedras y cascotes. Pasado el mediodía, llegaron más fuerzas policiales desde Santa Fe; y la represión se tornó indiscriminada y se expandió por todo el pueblo.
La policía ordenó la detención de 14 personas, incluidos Ongaro, el padre Rafael Yacuzzi y dos menores ocampenses, José Luis y Stella Maris Cracogna de 15 y 16 años respectivamente. Ongaro y Yacuzzi pudieron escapar. Los detenidos que fueron llevados a la cárcel de Santa Felicia (Vera), fueron liberados al día siguiente.
En la represión del Ocampazo, actuó la Guardia Rural Los Pumas.

### Testimonios
En abril de 1969, la revista Cristianismo y Revolución, puso en la portada una foto del padre Yacuzzi, con el titular “Los curas encabezan la revolución. El padre Rafael Yacuzzi por el camino de Camilo Torres”. En la nota Yacuzzi denunciaba los vínculos estrechos entre la jerarquía eclesiástica y la cúpula del poder, entonces en manos de la dictadura autodenominada Revolución Argentina. Afirmaba además su compromiso con los lineamientos del Concilio Vaticano II y de la Conferencia de Medellín.

En la misma nota definía su posición respecto a la violencia verdadera y quienes la ejercen.

### Represión y exilio
El 9 de marzo de 1972 fue acusado de “subversivo” y detenido a disposición del Poder Ejecutivo Nacional (PEN). Permaneció en prisión hasta 1973.
En octubre de 1976 nuevamente es detenido y puesto a disposición del PEN. Meses después es expulsado del país. Su condición de sacerdote y las gestiones de su obispo, Juan José Iriarte, permitieron que saliera del país y se radicara en Europa, de donde regresó en 1983. 
El 9 de abril de 1978, en una carta que envió a la Comisión Interamericana de Derechos Humanos, de la OEA, el Padre Patrick Rice dio un informe detallado de la detención de Yacuzzi y otros dos sacerdotes.

### Montonero
En 1977 Rafael tomó parte de la creación del Movimiento Peronista Montonero (MPM) en el exilio,  en Roma, siendo elegido vocal de su Rama Política y luego Miembro del Consejo Superior del MPM.

### Regreso a Argentina
Al regresar a la Argentina dejó de ejercer el sacerdocio, y vivió como cooperativista en Villa Ana, Santa Fe, con su esposa, Nilda Rapari "Coca", y el hijo de esta Alejandro Lencina. Falleció en 2001 y sus restos descansan en el cementerio de esa localidad del norte santafesino.

## Homenajes
- En 2003, a través de la ley N.º 12.190, se había dispuesto como homenaje designar con su nombre al tramo de la ruta provincial 32 que une a Villa Ocampo con la comuna de Villa Ana y finalmente en noviembre de 2012 se inauguró una señal de memoria para reivindicar su lucha.[1]
- En el año 2006, el entonces gobernador de Santa Fe, Jorge Obeid recordó a los sacerdotes Arturo Paoli, de Fortín Olmos, y Rafael Yacuzzi, de Villa Ana, en un discurso pronunciado en el centenario de la localidad La Gallareta.[9]